# 라트갈레인

1200년경의 발트 부족들

라트갈레인(Latgalians)은 고대 발트계 부족 또는 오늘날 라트비아 동부의 역사적인 라트갈레에 사는 민족 집단이다. 많은 학자들은 고대 라트갈레인이 주변 민족과의 동화를 거쳐 현대 라트비아인 전체의 조상이 되었다고 생각한다. 현대 라트갈레인은 종종 라트비아인과 같은 민족으로 여겨지나, 주로 루터교가 아닌 로마 가톨릭교회 신자를 믿으며 독자적으로 발달한 라트갈레어를 사용하는 것 등 여러 문화적 차이로 구분되는 점이 있다.